# ۲۳ جمادی‌الاول
۲۳ جمادی‌الاول، بیست و سومین روز از ماه جمادی‌الاول در تقویم هجری قمری است.
در تقویم هجری قمری قراردادی این روز صد و چهل و یکمین روز سال است.

## درگذشتگان
۱۴۰۰ - کشته شدن سید محمدباقر صدر روحانی انقلابی عراقی و اندیشمند فقهی و سیاسی و اقتصادی و فلسفی و خواهرش بنت‌الهدی صدر دانشمند، شاعر، نویسنده و معلم فقه و اخلاق به دست رژیم صدام.
جهانگیر صور اسرافیل در سال ۱۳۲۶ ه.ق روزنامه نگار و آزادیخواه ایرانی به دست محمدعلی شاه قاجار در باغشاه